# Time (песня O.Torvald)
Time (с англ. — «Время») — песня украинской группы O. Torvald, представленная 13 февраля 2017 года; с этой композицией группа представляла Украину на Евровидении-2017.

## О песне
Как отметил лидер группы Женя Галич:
Песня о том, что время - единственное, что нельзя вернуть. Невозможно прожить дважды одну и ту же минуту, стоит ценить каждую минуту, которую ты проживаешь вместе со своими родными, близкими, друзьями. Помнить и уважать прошлое или мечтать о будущем – важно, и чувствовать ценность жизни прямо сейчас – самое главное. Ценность времени невозможно преувеличить. Стоит каждый день говорить жене, что любишь ее, звонить родителям, находить время для ребенка, делать свое дело, бороться за свободу своей страны. Безотлагательно. Здесь и сейчас. Не теряя время.

## Список композиций
| №  | Название | Длительность |
| -- | -------- | ------------ |
| 1. | «Time»   | 3:06         |

## Участники
- Женя Галыч — вокал, гитара
- Денис Мизюк — лидер-гитара
- Никита Васильев — бас-гитара
- Александр Солоха — барабаны
- Николай Райда — клавиши, вертушки
- Даша Минеева — бэк-вокал

## Место на Евровидении-2017
По результатам совместного голосования жюри и телезрителей, песня получила 36 баллов и заняла 24 место среди 42 участников. Худший результат Украины за всю историю конкурса.